# Like the Wind
Pour le premier nom de "La chanson la plus mystérieuse d'Internet", voir Subways of Your Mind.
Chansons représentant la Belgique au Concours Eurovision de la chanson
Dis oui
(1998) Envie de vivre
(2000)
Singles de Vanessa Chinitor
Verdoofd en verblind
(1998) When the Siren Calls
(1999)
Like the Wind (« Comme le vent ») est une chanson de Vanessa Chinitor, parue sur l'album éponyme et sortie en single en 1999. 
C'est la chanson représentant la Belgique au Concours Eurovision de la chanson 1999.
Vanessa Chinitor a également enregistré la chanson en néerlandais, sa langue natale, sous le titre Hoog op de wind (« Haut sur le vent ») qui figure en tant que deuxième titre du CD single.

## À l'Eurovision

### Sélection
La chanson Like the Wind interprétée par Vanessa Chinitor est sélectionnée le 28 février 1999 par le radiodiffuseur flamand VRT, lors de la finale de l'émission Eurosong 1999, pour représenter la Belgique au Concours Eurovision de la chanson 1999 le 29 mai à Jérusalem, en Israël.

### À Jérusalem
Elle est intégralement interprétée en anglais, et non pas dans une des langues nationales de la Belgique, comme le permet la règle à partir de cette édition. C'est la deuxième chanson de la Belgique à l'Eurovision à être interprétée entièrement en anglais, après A Million in One, Two, Three de Dream Express en 1977.
Like the Wind est la deuxième chanson interprétée lors de la soirée, suivant Strazdas (en) d'Aistė pour la Lituanie et précédant No quiero escuchar (en) de Lydia pour l'Espagne.
À la fin du vote, Like the Wind obtient 38 points et se classe 12e sur 23 chansons,.

## Liste des titres
| A. | Like the Wind   | Emma Philippa, Wim Claes | 2:58 |
| B. | Hoog op de wind | Daniël Ditmar            | 2:58 |

## Accueil commercial
En Belgique flamande, Like the Wind s'est classé pendant 15 semaines dans l'Ultratop 50 Singles atteignant la 3e position lors de la deuxième semaine, le 27 mars 1999.

## Classements et certifications
| Classement (1999)                      | Meilleure position |
| -------------------------------------- | ------------------ |
| Belgique (Flandre Ultratop 50 Singles) | 3                  |

| Classement (1999)           | Position |
| --------------------------- | -------- |
| Belgique (Flandre Ultratop) | 55       |

### Certification
| Pays                     | Certification | Date        | Seuil  |
| ------------------------ | ------------- | ----------- | ------ |
| Belgique (IFPI Belgique) | Or            | 28 mai 1999 | 20 000 |

## Historique de sortie
| Pays      | Date      | Format    | Label     |
| --------- | --------- | --------- | --------- |
| Belgique, | mars 1999 | CD single | CNR Music |